# Малий Липник
Малий Липник (словац. Malý Lipník) — село в Словаччині, Старолюбовняському окрузі Пряшівського краю. Розташоване в північно-східній частині Словаччини на кордоні з Польщею.
Вперше згадується у 1715 році.
В селі є греко-католицька церква св. Козму і Дам'яна з 1820 р., культурна пам'ятка національного значення.

## Населення
| Рік:            | 1994. | 2004.   | 2014.   | 2024.   |
| --------------- | ----- | ------- | ------- | ------- |
| Кількість осіб: | 480   | 458     | 454     | 484     |
| Різниця:        |       | -4,58 % | -0,87 % | +6,60 % |

| Рік:            | 2023. | 2024.   |
| --------------- | ----- | ------- |
| Кількість осіб: | 467   | 484     |
| Різниця:        |       | +3,64 % |

В селі проживає 454 осіб.
Національний склад населення (за даними останнього перепису населення — 2001 року):
- словаки — 96,44%
- русини — 1,89%
- українці — 0,84%
- чехи — 0,63%

Склад населення за приналежністю до релігії станом на 2001 рік:
- греко-католики — 88,47%,
- римо-католики — 11,11%,
- православні — 0,21%,
- не вважають себе віруючими або не належать до жодної вищезгаданої церкви- 0,21%